# Зингер, Отто
Отто Зингер (нем. Otto Singer; 26 июля 1833, Зора, ныне в составе Вильтена, Баутцен, Саксония — 3 января 1894, Нью-Йорк) — американский композитор, дирижёр, пианист и музыкальный педагог германского происхождения. Отец Отто Зингера (младшего) и Ганса Вольфганга Зингера.

## Биография
Родился 26 июля 1833 года в Вильтене, Саксония.
Учился в Дрездене, затем в 1851—1855 годах в Лейпцигской консерватории у Игнаца Мошелеса, Э. Ф. Э. Рихтера и Морица Гауптмана, короткое время занимался в Веймаре под руководством Ференца Листа. С 1867 года жил и работал в США.
Первоначально обосновался в Нью-Йорке, но в 1873 году был приглашён в Цинциннати для проведения музыкального фестиваля как ассистент его музыкального руководителя Теодора Томаса. До 1892 года преподавал в городском музыкальном колледже, среди его учеников, в частности, Уилсон Смит. После этого вернулся в Нью-Йорк. В обоих городах в разное время руководил различными певческими обществами.
В своём композиторском творчестве и исполнительских предпочтениях Зингер ориентировался на Листа и Рихарда Вагнера. Среди его сочинений Рапсодия до мажор для фортепиано с оркестром (1891), посвящённая Гансу фон Бюлову, фортепианные пьесы — как оригинальные, так и в форме фантазий на темы популярных опер, много хоровых произведений.
Умер 3 января 1894 года в Нью-Йорке.